# Edema pulmonar cardiogênico
O Edema Pulmonar é uma síndrome em que ocorre o acúmulo de fluidos no interior dos espaços alveolares e do interstício pulmonar, dificultando o processo de troca gasosa, redução da complacência pulmonar e levando à hipoxemia. Nos casos em que essa condição ocorre de forma secundária à falência ou a afecções na bomba cardíaca que levam ao comprometimento do ventrículo esquerdo, ocorre o chamado Edema Pulmonar Cardiogênico.
Cerca de 13,2% dos indivíduos hospitalizados por insuficiência cardíaca apresentam edema pulmonar cardiogênico, segundo um registro europeu desta década (CHIONCEL et al., 2017). É comum a piora do quanto maior é a idade do indivíduo, sendo a Insuficiência cardíaca a principal causa de internação entre idosos acima de 65 anos (KING e GOLDSTEIN, 2020). 

## Etiologia
A etiologia do edema pulmonar cardiogênico ocorre devido à falência na bomba cardíaca, gerando altas pressões no ventrículo esquerdo. Devido a essas mudanças hemodinâmicas, a estase e altas pressões nos vasos pulmonares ocasionam a saída de fluidos para os sacos alveolares, gerando o edema pulmonar (DOBBE et al., 2019).
Algumas condições podem ser predisponentes ou precipitantes da ocorrência dessa afecção. Dentre as principais, temos: crise hipertensiva,Insuficiência aórtica, infarto agudo do miocárdio e disfunção ou estenose valvar.

## Manifestações Clínicas
Em geral, as manifestações clínicas mais prevalentes são dispneia intensa, inquietação, palidez, sensação de sufocação e ansiedade. É comum notar também a ocorrência de tosse produtiva com expectoração sanguinolenta, cianose, sudorese e extremidades frias. Comumente, os pacientes apresentam pulso rápido e de baixo volume, além da pressão arterial apresentar-se baixa, normal ou elevada. Podem estar presentes sinais de insuficiência cardíaca direita, como distensão das veias jugulares e/ou edema periférico (DANESI et al., 2016; “Edema pulmonar - Doenças cardiovasculares”, 2017).

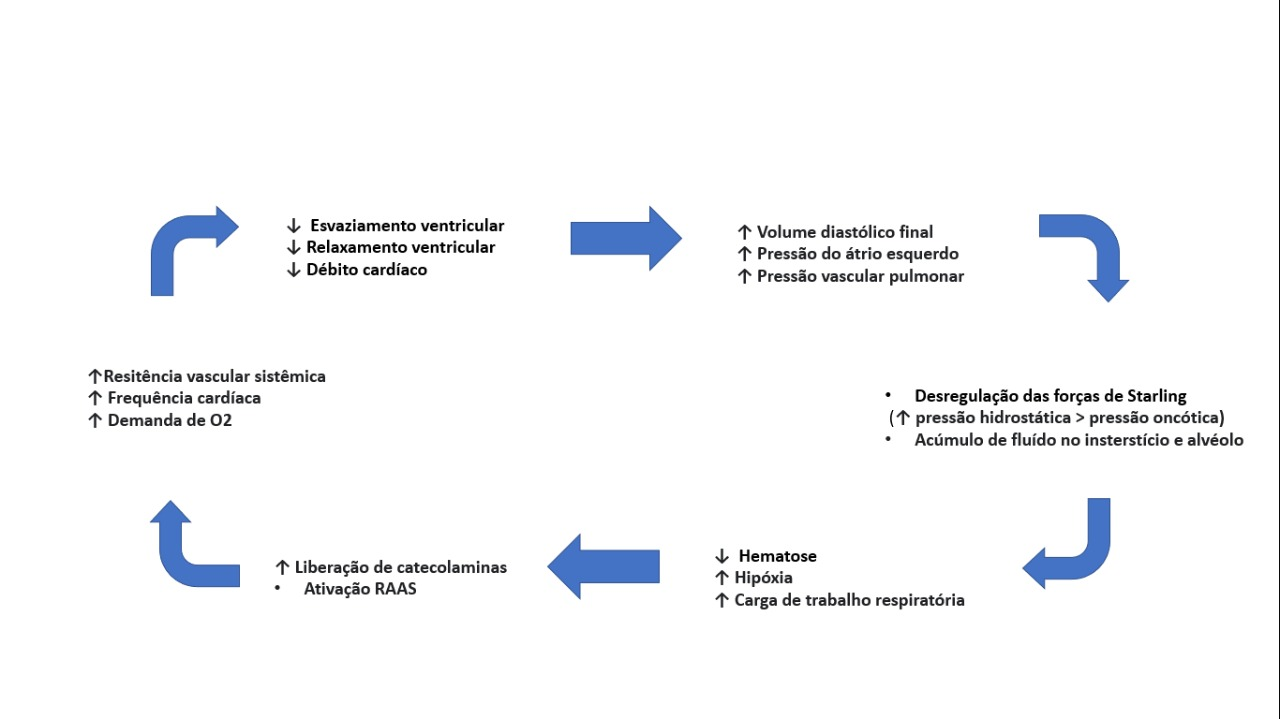
Figura 01: Fisiopatologia do edema pulmonar cardiogênico

## Fisiopatologia
Se o ventrículo esquerdo for incapaz de bombear o sangue que recebe dos pulmões, consequentemente há um aumento no volume diastólico final e pressão, causando o aumento da pressão geralmente baixa do sistema respiratório e a pressão hidrostática excedendo a pressão oncótica. O transudato, portanto, preenche os alvéolos e o interstício, prejudicando a capacidade de realizar hematose e provocando hipóxia. A hipóxia estimula a liberação de catecolaminas, as quais causam vasoconstrição e aumento da resistência vascular sistêmica, piorando a habilidade do ventrículo esquerdo de esvaziar. O sistema Renina-Angiotensina-Aldosterona é ativado, ocasionando a retenção de água e sal, aumento do tônus simpático e subsequente aumento na pré-carga e pós-carga. A escalação da demanda de oxigênio e consumo graças ao aumento da carga cardíaca e respiratória não conseguem se balancear conforme a troca gasosa nos pulmões falha e ocorre hipóxia de tecidos.

## Diagnóstico
O diagnóstico do edema pulmonar deve ser voltado a definir a natureza cardiogênica e/ou não cardiogênica do acúmulo de líquidos extravasculares e seus fatores desencadeantes específicos, uma vez que esta abordagem pode implicar em condutas terapêuticas modificadoras de desfechos, incluindo mortalidade. Devem ser realizados: anamnese e exame físico, exames de bioquímica, eletrocardiograma, radiografia de tórax, ecocardiografia transtorácica e cateterização de artéria pulmonar (Cateter de Swan-Ganz).

## Diagnóstico Diferencial
Quando o indivíduo apresenta falha cardíaca descompensada ou apresenta evidências de edema pulmonar agudo cardiogênico, é necessário fazer a avaliação de forma a afastar outras hipóteses. Estão descritas a seguir algumas possibilidades a serem consideradas como diagnósticos diferenciais, ou causas primárias que acarretarão o edema pulmonar cardiogênico (KING e GOLDSTEIN, 2020). Sendo eles: sepse, Síndrome do Desconforto Respiratório Agudo, causas neurológicas e embolia pulmonar.